# Preriosuseł trawny
Preriosuseł trawny (Poliocitellus franklinii) – gatunek ssaka z podrodziny afrowiórek (Xerinae) w rodzinie wiewiórkowatych (Sciuridae). Zamieszkuje tereny w Kanadzie. 

## Systematyka
Gatunek po raz pierwszy opisał w 1822 roku angielski przyrodnik i adwokat Joseph Sabine nadając mu nazwę Arctomys franklinii. Sabine nie określił lokalizacji okazu typowego; w 1908 roku Preble wskazał jako miejsce typowe Carlton House, w prowincji Saskatchewan w Kanadzie. Jedyny przedstawiciel rodzaju preriosuseł (Poliocitellus) opisanego w 1938 roku przez amerykańskiego ornitologa i teriologa Arthura H. Howella.
Na podstawie badań filogenetycznych z rodzaju Spermophilus wydzielono nowy, monotypowy rodzaj preriosuseł (Poliocitellus) i gatunek preriosuseł trawny (Poliocitellus franklinii).

### Etymologia
- Poliocitellus: gr. πολιος polios – szary, szpakowaty; rodzaj Citellus Oken, 1816[7].
- franklinii: kpt. Sir John Franklin (1786–1847), brytyjski admirał, żeglarz i badacz Arktyki, w latach 1836-1843 gubernator Ziemi Van Diemena[5].